# Bloemenmarkt

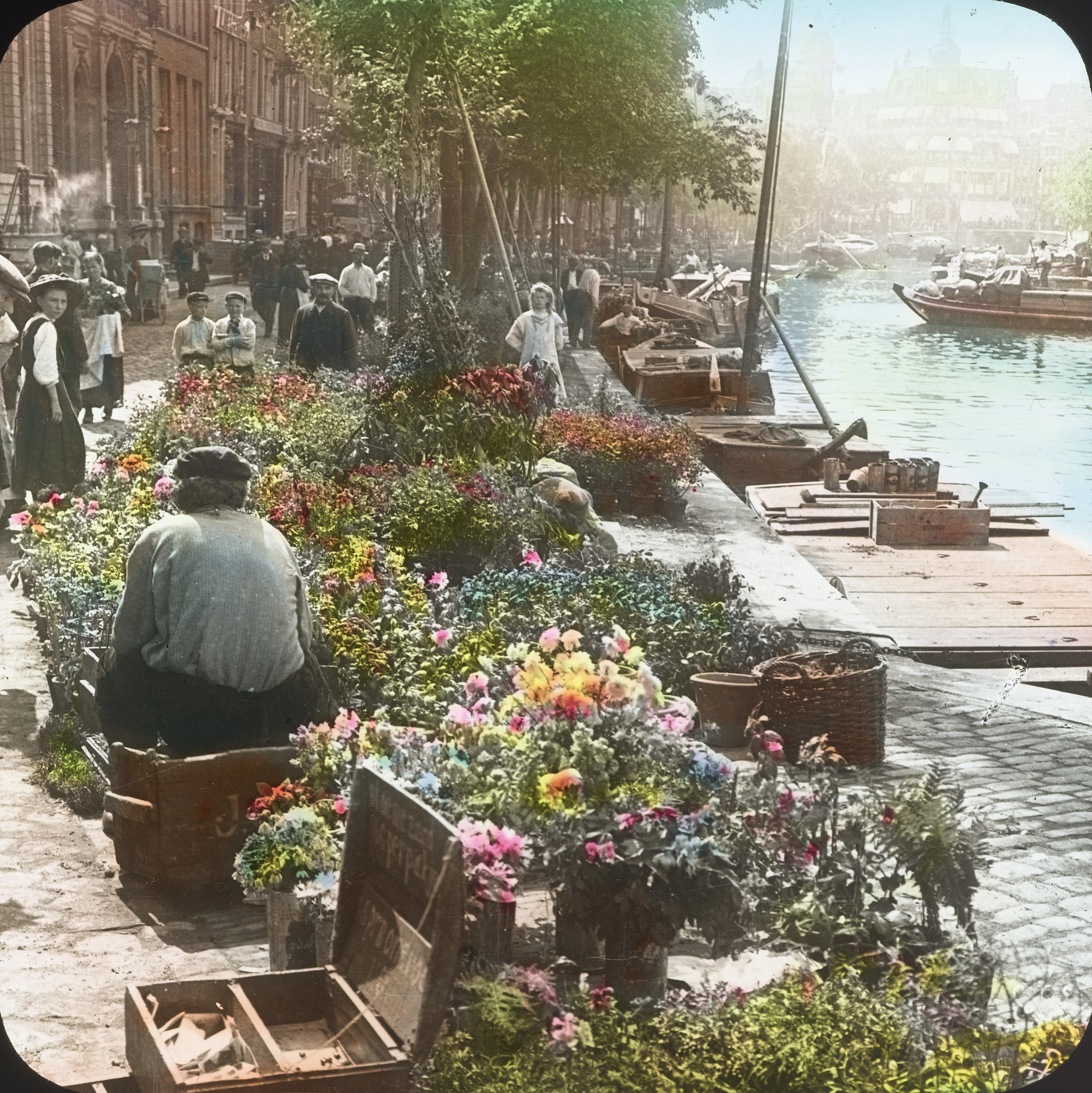
De Bloemenmarkt langs het Singel omstreeks 1900.

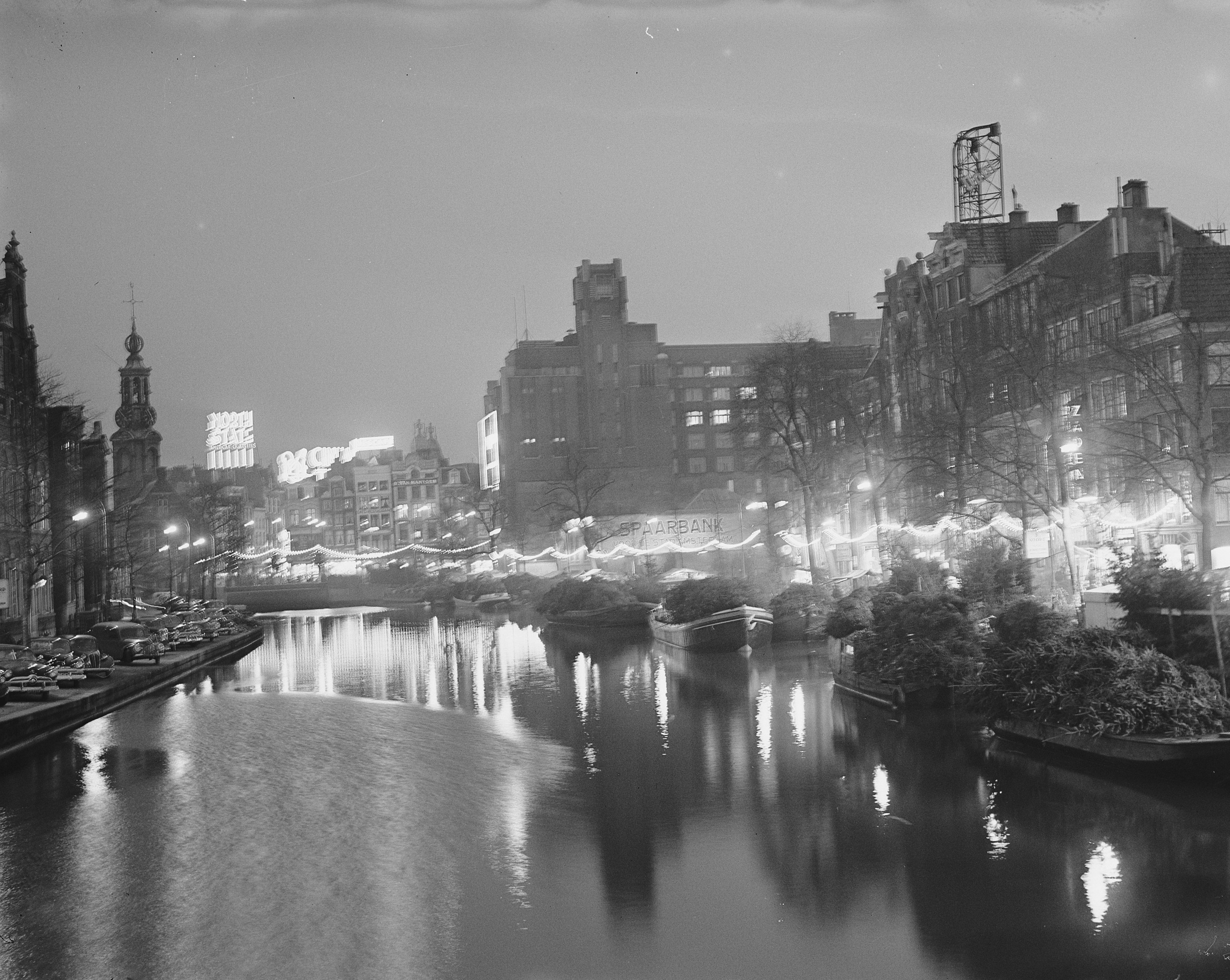
Kerstverlichting op de boten waaruit kerstbomen worden verkocht; 12 december 1953.

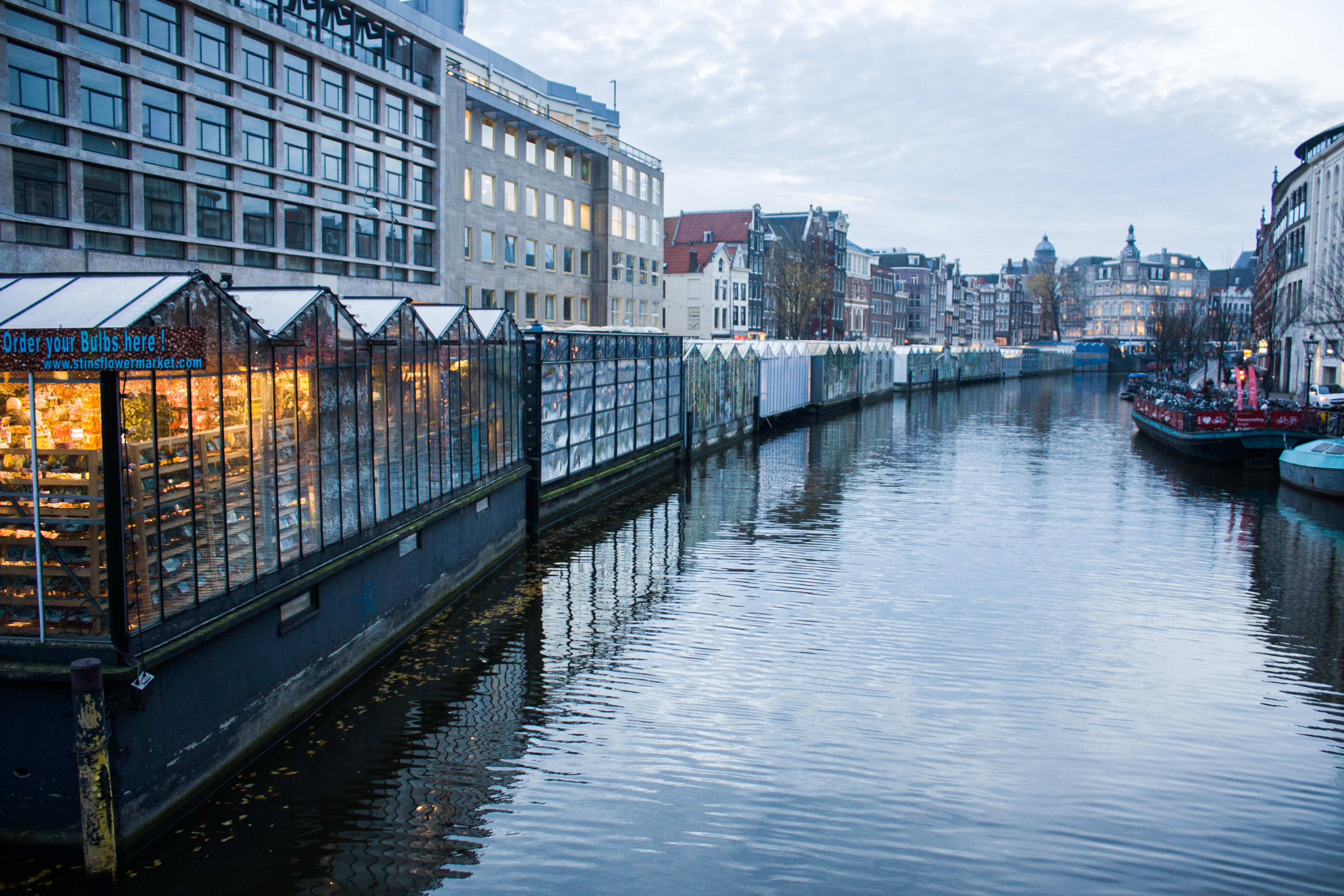
Het gesloten front van verkooparken langs het Singel, gezien vanaf het Muntplein; 2014.

De Bloemenmarkt, voluit: bloemen- en plantenmarkt, is een permanente markt in de binnenstad van Amsterdam.
De markt was van 1620 (oudste vermelding) tot 1862 gevestigd aan de Sint-Luciënwal, langs de Nieuwezijds Voorburgwal. Daarna verhuisde de bloemenmarkt naar de huidige locatie aan het Singel tussen het Koningsplein en het Muntplein. In die tijd heette de markt nog bomen- en plantenmarkt, er werden nauwelijks snijbloemen verkocht tot in de jaren zestig van de twintigste eeuw.
De bomen, planten en bloemen werden verkocht vanaf boten liggend in de gracht. De handel werd vroeger dagelijks via het water aangevoerd van kwekerijen buiten de stad. Tegen het einde van de twintigste eeuw zijn de boten aan het Singel vervangen door betonnen bakken met daarop bouwsels die gelijkenis hebben met plantenkassen en vanaf de waterzijde gezien een gesloten front vormen. De bloemenmarkt werd meer en meer een toeristische attractie en het assortiment bestaat vooral uit bloembollen en souvenirs. De gemeente probeerde hier paal en perk aan te stellen, door een maximum te stellen aan de te koop aangeboden hoeveelheid souvenirs. Dit leverde conflicten op met de marktkooplui, die bang waren hierdoor het hoofd niet boven water te kunnen houden.
De verkoop van planten en bloemen aan Amsterdammers in de Binnenstad vindt tegenwoordig vooral plaats op de markten op het Amstelveld en de Noordermarkt. Omdat de bloemenmarkt geen rol meer speelt in de verkoop van bloemen en planten aan Amsterdammers en een 'toeristenfuik' is geworden werd in 2022 geadviseerd de markt van karakter te veranderen of op te heffen.